# La Cruz de Dendho
La Cruz de Dendho är en ort i Mexiko, tillhörande kommunen Jilotepec i den västra delen av delstaten Mexiko. Orten hade 199 invånare vid folkräkningen 2010.